# Silene velutinoides
Silene velutinoides là loài thực vật có hoa thuộc họ Cẩm chướng. Loài này được Pomel miêu tả khoa học đầu tiên năm 1874.